# Acrosomoides linnaei
Acrosomoides linnaei är en spindelart som först beskrevs av Charles Athanase Walckenaer 1842.  Acrosomoides linnaei ingår i släktet Acrosomoides och familjen hjulspindlar. Inga underarter finns listade i Catalogue of Life.